# ФК Нистру (Отач)
ФК Нистру (на румънски: Football Club Nistru Otaci) е молдовски футболен отбор от град Отач. Клубът е създаден на 17 август 1953 г. Участва в десет поредни турнира в квалификациите на Лига Европа през периода от 2001/02 до 2008/09.

## Срещи с български отбори
„Нистру“ се е срещал с български отбори в приятелски срещи.

### „Лудогорец“
С „Лудогорец“ се е срещал един път в приятелски мач на 22 февруари 2012 г. в Турция като срещата завършва 7-0 за „Лудогорец“ .

## Успехи
- Купа на Молдова
  - Финалист (1): 2004–05
- Молдовска А дивизия
  - Шампион (1): 1992